# Botten Vävare

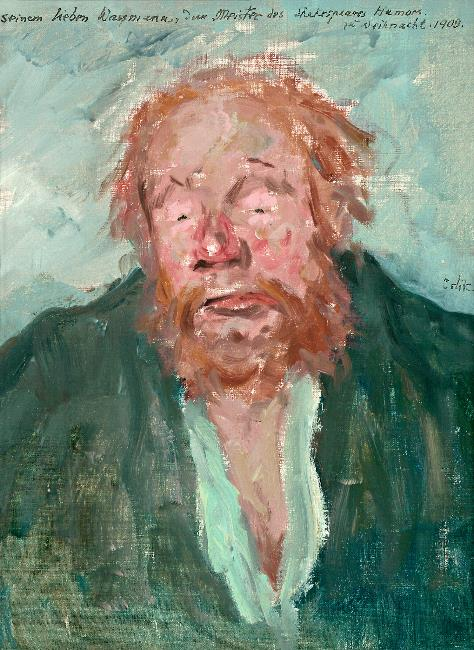
Skådespelaren Hans Wassmann som Botten i Shakespeares En midsommarnattsdröm av Emil Orlik, 1909

Botten eller Botten Vävare (Nick Bottom) är en av rollfigurerna i Shakespearedramat En midsommarnattsdröm. Puck gör så att hans huvud ersätts av en åsnas. Botten är medlem av en grupp hantverkare från Aten som medverkar i en pjäs, där han spelar rollen som Pyramus.

## Kända rolltolkningar
Kända rolltolkningar av Botten har gjorts av Samuel Phelps, Herbert Beerbohm Tree, Ralph Richardson och Paul Rogers. Skådespelare som spelar rollen på film är Paul Rogers, James Cagney och Kevin Kline.